# Paghjella

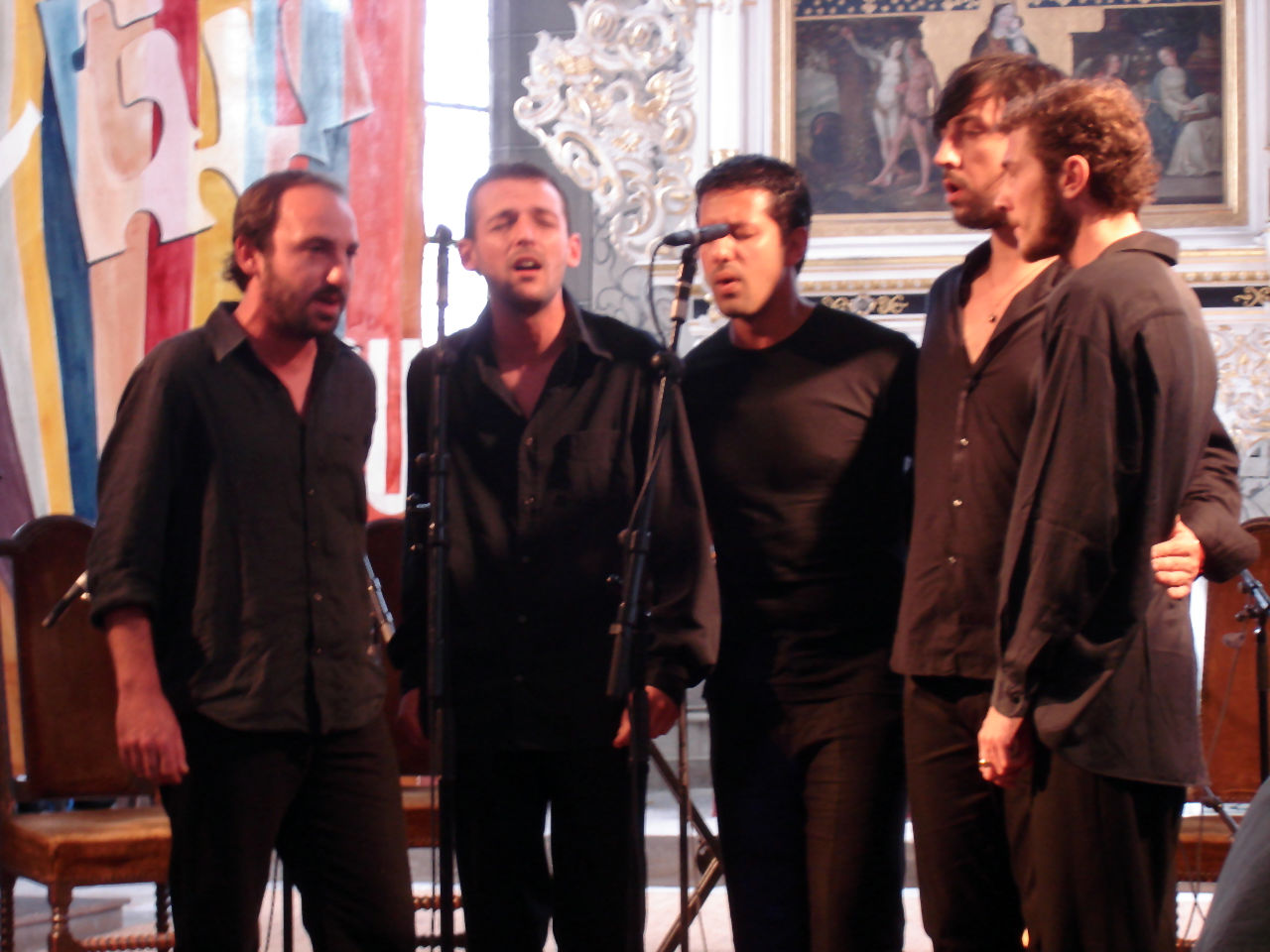
Grup de paghjella

La paghjella és un cant polifònic tradicional de Còrsega, de sis versos octosíl·labs. Generalment, és cantat per tres veus masculines: un bassu (la veu més greu), un seconda (la veu principal) i un terza (veu més aguda). L'1 d'octubre de 2009 la paghjella fou declarada Patrimoni Cultural Immaterial de la Humanitat per la UNESCO.